# جامعة فينيتسا الحكومية للتربية
جامعة فينيتسا الحكومية للتربية (بالأوكرانية: Вінницький державний педагогічний університет імені Михайла Коцюбинського)، أُنشِئت الجامعة عام 1912 تعتبر واحدة من أقدم الجامعات في أوكرانيا تقع في مدينة فينيتسا كانت بدايتها معهدًا لإعداد المدرسين والتربويين، أما الآن فهي تخرج تربويين بدرجة الدكتوراه في اساليب التدريس والعلوم التربوية.

## التأسيس
بدأ معهد فينيتسيا للمعلمين نشاطه في الأول من يوليو عام 1912 في مبنى المدينة، حيث كان مبنىً صغير يتكون من طابقين. صممه المهندس المعماري ج. أرتينوف في زاموسك

## الكليات
- كلية اللغة الإنجليزية - تأسست عام 1962.
- كلية الموسيقى والتدريس - تأسست عام 1968.
- كلية العلوم الطبيعية والجغرافيا - تأسست عام 1976.
- كلية التاريخ - في عام 1973.

## الاقسام الحالية
- كلية العلوم الطبيعية والجغرافيا
- قسم الجغرافيا
- قسم الكيمياء وطرق تدريس الكيمياء
- قسم الأحياء - تضم الكلية 16 مختبرا، بما في ذلك الكيمياء الحيوية، وعلم الوراثة، وعلم وظائف الأعضاء النباتية، وعلم التشريح البشري، والأنسجة، والكيمياء غير العضوية، وعلم الأرصاد الجوية، وعلم المناخ، وعلم الحيوان، وعلم النبات، والكيمياء الفيزيائية والغروية، طرق تدريس الجغرافيا، الأحياء، الكيمياء. هناك مستشفى بيولوجي للرصد والتجارب، ومتاحف جيولوجية وعلم حيوان،
- كلية الحضانة والتعليم الابتدائي والفنون
- قسم التعليم قبل المدرسي والتعليم الابتدائي
- قسم التدريب الصوتي، نظرية ومنهجية التربية الموسيقية
- قسم علم الموسيقى والتدريب الآلي
- كلية فقه اللغة والصحافة سميت باسم مايكل ستلمخ
- قسم منهجية التخصصات اللغوية وعلم الأسلوب في اللغة الأوكرانية
- قسم الأوكرانية
- قسم الأدب الأوكراني
- قسم الصحافة والإعلان والعلاقات العامة
- كلية التربية البدنية والرياضة
- قسم الأسس النظرية والمنهجية للتربية البدنية
- قسم النظريات وطرق التربية البدنية والرياضة
- قسم الأسس الطبية والبيولوجية للتربية البدنية والتأهيل البدني
- قسم التربية الرياضية
- كلية التاريخ والاثنولوجيا والقانون
- قسم التاريخ والثقافة في أوكرانيا
- قسم العلوم القانونية والفلسفة
- قسم تاريخ العالم
- كلية الرياضيات والفيزياء والتكنولوجيا
- قسم تدريس الجبر والرياضيات
- قسم الرياضيات والمعلوماتية
- قسم الفيزياء وطرق التدريس في الفيزياء وعلم الفلك
- قسم التعليم التكنولوجي والاقتصاد وسلامة الحياة
- قسم علم النفس والعمل الاجتماعي
- قسم التربية والتعليم المهني
- قسم الدراسات العليا والدكتوراه
- قسم القضاء
- كلية اللغات الأجنبية
- قسم منهجية تدريس اللغة الأجنبية
- قسم اللغة الإنجليزية
- قسم فقه اللغة الألمانية والسلافية والأدب الأجنبي